# Chris Stone
Chris Stone (Sandy Bay (Tasmanië), 24 februari 1959 – 24 november 2023) was een Australische zakenman en Australisch footballspeler. Hij was de echtgenoot van de voormalige Belgische premier Sophie Wilmès.

## Levensloop
Stone kwam uit Sandy Bay, Tasmanië, Australië. Hij speelde met St Kilda in de Australian Football League.
Na het verlaten van de universiteit begon Stone te werken bij de Australische afdeling van Pearl & Dean, een filmreclamebedrijf. Hij verhuisde in 1988 naar het Verenigd Koninkrijk en werd in 1991 regionaal verkoopdirecteur van Mills & Allen Outdoor. Hij stapte in 1994 over naar België als CEO van Vivendi's Belgische divisie, bestaande uit Belgoposter Outdoor, Claude Publicité en andere mediabedrijven. In 1998 trad Stone in dienst bij RMB International als Chief Operating Officer (COO). Hij kocht zijn eigen buitenreclamebedrijf, Dewez, in 2001. In 2012 werd hij voorzitter van de Belgische tak van Australian Business in Europe (ABIE).
Begin 2022 werd een agressieve hersenkanker vastgesteld bij Stone. Daardoor besliste Wilmès haar functie binnen de federale regering op te zeggen. Op 24 november 2023 overleed Stone aan de gevolgen van zijn ziekte.